# قلعه احمدآباد (مصدق)
قلعه احمدآباد مصدق نام قلعه‌ای خشتی است که در دهستان احمدآباد در مجاورت روستاهای حسین‌آباد خره سر و حسن بکول و قارپوزآباد (صالحیه) در بخش مرکزی شهرستان نظرآباد استان البرز و هفت و نیم کیلومتری شهر آبیک، جای گرفته است. بنای قلعه در فهرست آثار ملی ایران به شماره ثبت ۲۹۴۳ قرار داشته و در فهرست موقوفات سازمان اوقاف و امور خیریه کشور به ثبت رسیده است.
زمین‌های احمدآباد پیش از این جزء املاک ابوالفضل میرزاعضدالسلطان پسر مظفرالدین شاه قاجار و شوهر خواهر محمد مصدق بوده است که مصدق آن را در اواخر عهد قاجار با زمین‌هایی که در اراک داشت معاوضه کرد. نام این روستا توسط مصدق -که مالک آن بود- به نام پسرش احمد، «احمدآباد» نام گذاشته شد. مصدق پس از رهایی از زندان بیرجند در زمان سلطنت رضاشاه پهلوی چهار سال را در این قلعه گذراند. پس از کودتای ۲۸ مرداد نیز در پی ۳ سال حبس انفرادی در زندان لشکر ۲ زرهی ارتش، به احمدآباد تبعید شد و تا آخر عمر در آنجا تحت نظر ماموران ساواک به سر می برد.

مصدق در این باره می‌گوید: 
دادگاه نظامی مرا به سه سال حبس مجرد محکوم کرد که در زندان لشکر ۲ زرهی آن را تحمل کردم. روز ۱۲ مرداد ۱۳۳۵ که مدت آن خاتمه یافت به جای این‌که آزاد شوم به احمدآباد تبعید شدم و عده‌ای سرباز و گروهبان مأمور حفاظت من شدند. اکنون که سال ۱۳۳۹ خورشیدی هنوز تمام نشده مواظب من هستند و من محبوسم و چون اجازه نمی‌دهند بدون اسکورت به خارج [قلعه] بروم در این قلعه مانده‌ام و با این وضعیت می‌سازم تا عمرم به سر آید و از این زندگی خلاصی یابم.
 مصدق در این زمان به جز خانواده اش با کسی حق ملاقات نداشت .
علیرغم درخواست و وصیت مصدق برای دفن شدن در «قبرستان ابن‌بابویه»، در کنار شهدای قیام ملی سی تیر، وی در احمدآباد به طور امانت به خاک سپرده شد. در سال‌های حکومت محمدرضا پهلوی برگزاری مراسم بزرگداشت مصدق ممنوع بود.

مصدق در قلعه احمدآباد

پس از پیروزی انقلاب ۱۳۵۷ و در تاریخ ۱۵ اسفند ۵۷ یکی از بزرگترین گردهمایی‌های سیاسی در سالروز درگذشت رهبر نهضت ملی نفت بر مزار وی در احمدآباد برگزار شد. در این مراسم که آیت‌الله طالقانی سخنران آن بود، به نوشته روزنامه اطلاعات یک میلیون نفر به احمدآباد رفتند. اطلاعات در شماره همان روز در توصیف این مراسم نوشت: «امروز ایران پس از دوازده سال خون دل خوردن و خاموشی بخاطر عجز از برپایی مراسم تجلیل از شادروان دکتر محمد مصدق رهبر ملی خود باشکوهی خیره کننده یاد آن بزرگ‌مرد تاریخ مبارزات ضد استعماری ملل شرق را گرامی داشت. مراسم تجلیل از این ابرمرد چندان باشکوه بود که بی‌شک پرتو پرجلالش قرون متمادی بر صفحات تاریخ جدید ایران پرتو خیره کننده‌ای داشت.»
پس از انقلاب نیز از سال ۱۳۶۰ تا ۱۳۶۵ نیز هر گونه حضور رسمی بر سر مزار مصدق ممنوع بود و پس از آن فشار برای عدم برگزاری این مراسم کمتر گردید. یکی از نوادگان مصدق جهت حفظ آرامگاه و محوطه اطراف، سهم خود از آن جا را در سال ۱۳۷۳ وقف کرد. اعضای هیئت امنای آن :دکتر محمود مصدق، دکتر یدالله سحابی،دکتر نورعلی تابنده، داریوش فروهر، علی اردلان، حسین شاه‌حسینی و جواد سادات مادرشاهی بودند که با مرگ تنی چند از جمله دکتر یدالله سحابی، دکتر نورعلی تابنده، داریوش فروهر، علی اردلان، حسین شاه‌حسینی و جواد سادات مادرشاهی، مرحوم عزت‌الله سحابی و مرحوم تقی خزاعی، آقایان دکتر فروزان، خسرو سیف و دکتر فریدون سحابی (فرزند دکتر یدالله سحابی)  به هیئت امنا پیوستند.
تا سال ۱۳۸۸ خورشیدی هر سال مراسم سالگرد درگذشت محمد مصدق در قلعه احمدآباد برگزار می‌شد.  بنای آرامگاه مصدق با شدت گرفتن تدابیر امنیتی و منع آمد و شد سالیان اخیر در خطر ویرانی است .در سال ۱۳۹۵ هیئت امنای قلعه احمدآباد خبر از مسدود شدن حسابی دادند که هیئت امنای قلعه احمدآباد جهت نگهداری قلعه اعلام کرده بودند.